# Вац (Граубюнден)
Вац (ромш. Vaz) — громада  в Швейцарії в кантоні Граубюнден, регіон Альбула.

## Географія
Громада розташована на відстані близько 165 км на схід від Берна, 16 км на південь від Кура.
Вац має площу 42,5 км², з яких на 7% дозволяється будівництво (житлове та будівництво доріг), 40,4% використовуються в сільськогосподарських цілях, 39,7% зайнято лісами, 12,8% не є продуктивними (річки, льодовики або гори).

## Демографія
2019 року в громаді мешкало 2786 осіб (+6,7% порівняно з 2010 роком), іноземців було 22,9%. Густота населення становила 66 осіб/км².
За віковим діапазоном населення розподілялося таким чином: 16,8% — особи молодші 20 років, 60,2% — особи у віці 20—64 років, 23% — особи у віці 65 років та старші. Було 1327 помешкань (у середньому 2,1 особи в помешканні).
Із загальної кількості 2753 працюючих 70 було зайнятих в первинному секторі, 333 — в обробній промисловості, 2350 — в галузі послуг.